# ФК Бърнли
ФК Бърнли (на английски: Burnley Football Club) е професионален английски футболен отбор от град Бърнли. Основан е през 1882 г., а шест години по-късно е един от съоснователите на английската футболна лига, най-старото футболно първенство в света. Отборът е двукратен шампион на Англия (1920/1921 и 1959/1960), а през 1914 печели ФА Къп. От 2000 г. до 2009 г. ФК Бърнли играят в Чемпиъншип.

## История

### Ранни години (1882 – 1910)
Предшественик на ФК Бърнли е Бърнли Роувърс, който обаче не е футболен клуб, а отбор по ръгби. През месец май 1882 г. ръководството решава да смени спорта и името на отбора. Първият официален мач е през октомври същата година – срещу Астли Бридж, в който ФК Бърнли губи с 8:0. Първото участие във ФА Къп (1885/1886) също завършва с голямо поражение – 11:0 срещу Даруън, като малко утешение е, че Бърнли играе с резервите си.
През 1888 г. Бърнли е един от 12 съоснователи на Футболната лига. През първия сезон отборът завършва на девето място, а през следващия – на предпоследно, след серия от 17 мача без победа. Въпреки това през тази година Бърнли печели първия си трофей – Купата на Ланкашър в мач срещу Блекбърн Роувърс (2:0). През 1897 г. Бърнли изпада във Втора дивизия, но още през следващия сезон се връща в елита. През 1900 г. Бърнли отново не събира достатъчно точки, за да остане в най-високото ниво на английския футбол, въпреки опита на вратаря Джак Хилман да подкупи играчите на Нотингам Форест, противник на Бърнли в последния мач за сезона. Бърнли губи с 4:0, а Хилман е наказан за една година. През първото десетилетие на 20 век Бърнли играе във Втора дивизия.

### Годините около двете световни войни (1910 – 1945)
Преди началото на сезон 1910/1911 Бърнли сменя цветовете на екипите си и те вече са в комбинация виненочервено и синьо – по подобие на тези на Астън Вила, по това време шесткратен шампион и четирикратен носител на купата. Успехите не закъсняват и през 1913 г. отборът печели промоция за Първа дивизия и стига до полуфинал за Купата на Англия. Година по-късно Бърнли печели тази купа, като на финала надделява над Ливърпул с 1:0. През сезон 1914/1915 клубът завършва на четвърто място, а след подновяването на първенството след края на Първата световна война през 1919/1920 - на второ. Следващото първенството започва с три загуби в първите три мача, но след това Бърнли изиграва 30 поредни мача без загуба и логично триумфира с титлата. Тази серия от мачове без загуба в рамките на един сезон е рекордна до 2003/2004, когато Арсенал не губи мач през целия сезон (38 мача). Следващия сезон Виненочервените завършват на трето място. С изключение на сезон 1926/1927, когато отборът завършва на пето място, до края на десетилетието Бърнли неотлъчно е в долната част на класирането, борейки се да не изпадне, нещо, което в крайна сметка се случва през 1930 г.
До избухването на Втората световна война Бърнли играе без особен успех във Втора дивизия, като най-значимото постижение е полуфинала за ФА Къп през сезон 1934/1935. В годините на войната отборът участва в неофициални първенства.

### Златната ера (1946 – 1976)
Още през първия сезон след войната Бърнли спечелва място в Първа дивизия, след като финишира втори във Втора дивизия. Освен това за ФА Къп отборът побеждава последователно Астън Вила, ФК Ковънтри Сити, ФК Лутън Таун, ФК Мидълзбро и Ливърпул, преди на финала да загуби от Чарлтън с 1:0 след продължения. Следващия сезон, 1947/1948, Бърнли печели сребърните медали. За всички е ясно, че е окомплетован състав, способен всяка година да се бори за призовите места.
Основните играчи в отбора през 50-те години са полузащитниците Джими Адамсън и Джими Макилрой. През 90-те години на Макилрой е кръстена една от трибуните на стадиона. Те са с основна заслуга за спечелването на първенството през сезон 1959/1960. Любопитен е фактът, че Бърнли печели титлата в последния кръг след победа като гост на Манчестър Сити с 2:1, като през целия сезон преди този последен мач отборът не е бил на първо място в класирането. Преди този мач Виненочервените са на трето място след Уулвърхемптън и Тотнъм.
Следващия сезон Бърнли за първи път в историята си играе в европейски клубен турнир – отборът стига до четвъртфинал, където губи от Хамбургер с общ резултат 4:5 (3:1 и 1:4), а преди това, в първия кръг, побеждава френския Стад Реймс с 4:3 (2:0 и 2:3). Освен това Виненочервените играят полуфинал за ФА Къп и финишират на четвърто място в класирането. През сезон 1961/1962 отборът завършва втори след Ипсуич и губи на финала за купата от Тотнъм с 3:1.
Спада в играта на Бърнли съвпада с продажбата на Макилрой (1962) и края на кариерата на Адамсън (1964). Освен проблясъци като третото място през 1966, последвано от четвъртфинал за Купата на Панаирните градове и полуфинал за Купата на лигата, до края на десетилетието отборът се движи в средата на таблицата. В турнира за Купата на панаирните градове Бърнли отстранява Щутгарт с общ резултат 3:1 (1:1 и 2:0), Лозана с 8:1 (1:3 и 5:0) и Наполи с 3:0 (3:0 и 0:0), преди да отпадне от Айнтрахт Франкфурт с 2:3 (1:1 и 1:2).
През сезон 1970/1971 Бърнли завършва на предпоследно място в класирането и изпада във Втора дивизия, но само два сезона по-късно печели титлата там и отново се изкачва в елита. Следва шесто място и още един полуфинал за Купата на Англия (загуба от Нюкасъл), после десето място, за да се стигне до сезон 1975/1976, когато отборът пак изпада в по-долна дивизия.

### Упадъкът (1977 – 1987)
Сезон 1975/1976 е последният, през който Бърнли играе в най-елитното ниво на английския футбол. Следват три сезона във Втора дивизия, преди отборът да изпадне в Трета дивизия през 1979/1980, след като не успява да постигне победа в първите и последните 16 мача през сезона. През 1981/1982 отборът печели титлата на Трета дивизия и отново отива едно ниво нагоре, но радостта е кратка и само година по-късно Бърнли отново е в Трета дивизия. Въпреки несгодите, по време на краткотрайното завръщане във Втора дивизия Виненочервените играят четвъртфинал за ФА Къп и полуфинал за Купата на Лигата. Пропадането продължава и през сезон 1985/1986 Бърнли вече играе в Четвърта дивизия, а през 1986/1987 едвам се спасява от изпадане от професионалния фитбол, като печели мач бараж за оставане в Четвърта дивизия срещу Лейтън Ориент с 2:1. През тези години са сменени много треньори.

### Успехите се завръщат (1988 – 2002)
През 1988 г. отборът на Бърнли отново играе мач на Уембли. Това е финалът за Трофея на футболната лига (тогава наречен Шерпа Ван Трофи) – турнир в който участват отбори от трето и четвърто ниво на английския футбол – срещу Уулвърхемптън. Уулвърхемптън побеждава с 2:0 в мач, наблюдаван от 80 000 зрители, рекорд за среща между отбори от Четвърта дивизия. Все пак това не е голяма изненада, защото и Бърнли и Уулвърхемптън са отбори с традиции, борещи се излизане от моментната криза в играта им.
През сезон 1991/1992 г. Бърнли става шампион на Четвърта дивизия. След този сезон първенствата в Англия са реорганизирани: създадена е Висшата лига, бившата Втора дивизия вече се нарича Първа дивизия и т.н. Така Виненочервените вече играят във Втора дивизия. През 1993/1994 те завършват на шесто място и печелят баража за влизане в Първа дивизия. Там остават само една година, преди отново да попаднат във Втора дивизия. През 1996/1997 отборът се спасява от изпадане в Трета дивизия в последния кръг след победа с 2:1 над Плимут Аргайл. Две години по-късно Бърнли става вицешампион на Втора дивизия и влиза в Първа дивизия, където играе и до днес.
През следващите два сезона (2000/2001 и 2001/2002) Бърнли завършва на седмо място, само на една позиция от класиране, даващо правото на участие в бараж за влизане във Висшата лига.

### Близко минало (2003 – настояще)
Това са последните класирания в челото. Оттогава отборът завършва сезона в средата или в дъното на класирането. Почти винаги сезонът започва обещаващо за Виненочервените, но впоследствие качеството на играта на отбора спада, а с това идват и негативните резултати. През 2006/2007 Бърнли записва клубен антирекорд от 19 поредни мача през един сезон без победа (предишното слабо постижение е 17 мача през 1889/1890). В сезон 2008/2009 отборът се класира за плейофите на Чемпиъншип, и след победа във финала с 1:0 срещу Шефийлд Юнайтед печели промоция за Висшата лига.

### Настоящ състав
Към 8 август 2025 г.

## Играчи

### Известни бивши играчи
|        | Име               | Позиция      | Години                  | Мач.    | Гол.  |
| ------ | ----------------- | ------------ | ----------------------- | ------- | ----- |
| Англия | Анди Пейтън       | Нападател    | 1998 – 2003             | 156     | 68    |
| Англия | Брайън Милър      | Защитник     | 1955 – 1966             | 379     | 29    |
| Англия | Брайън Пилкингтън | Полузащитник | 1952 – 1960             | 300     | 67    |
| Англия | Гордън Харис      | Полузащитник | 1958 – 1967             | 258     | 69    |
| Англия | Джери Досън       | Вратар       | 1907 – 1928             | 522     | 0     |
| Англия | Джими Адамсън     | Полузащитник | 1947 – 1964             | 426     | 17    |
| Англия | Джордж Бийл       | Нападател    | 1923 – 1932             | 316     | 178   |
| Англия | Иън Райт          | Нападател    | 2000                    | 15      | 4     |
| Англия | Кийт Нютън        | Защитник     | 1971 – ?                | ?       | ?     |
| Англия | Колин Макдоналд   | Вратар       | 1953 – 1959             | 201     | 0     |
| Англия | Крис Уодъл        | Полузащитник | 1997 – 1998             | 32      | 1     |
| Англия | Крис Удс          | Вратар       | 1997 – 1998             | 12      | 0     |
| Англия | Лий Диксън        | Защитник     | 1982 – 1984             | 4       | 0     |
| Англия | Майк Съмърби      | Полузащитник | 1975 – 1976             | 51      | 0     |
| Англия | Майк Фелън        | Полузащитник | 1979 – 1985             | 168     | 9     |
| Англия | Мартин Добсън     | Полузащитник | 1967 – 1974 1978 – 1983 | 224 186 | 43 20 |
| Англия | Питър Ноубъл      | Нападател    | 1973 – 1980             | 243     | 63    |
| Англия | Пол Гаскойн       | Полузащитник | 2002                    | 6       | 0     |
| Англия | Ралф Коутс        | Полузащитник | 1964 – 1971             | 257     | 32    |
| Англия | Рей Пойнтър       | Нападател    | 1957 – 1964             | 223     | 118   |
| Англия | Тревър Стивън     | Полузащитник | 1981 – 1983             | 74      | 11    |
| Англия | Франк Каспър      | Нападател    | 1967 – 1976             | 268     | 89    |
| Англия | Хари Потс         | Нападател    | 1946 – 1950             | 165     | 47    |

|                   | Име                   | Позиция      | Години                              | Мач.      | Гол.    |
| ----------------- | --------------------- | ------------ | ----------------------------------- | --------- | ------- |
| Гвинея            | Мохамед Камара        | Защитник     | 2003 – 2005                         | 90        | 0       |
| Гърция            | Димитриос Пападопулос | Нападател    | 2001 – 2003                         | 35        | 6       |
| Ирландия          | Алън Мур              | Полузащитник | 2001 – 2004                         | 69        | 4       |
| Камерун           | Ерик Джемба-Джемба    | Полузащитник | 2007                                | 15        | 0       |
| Северна Ирландия  | Джими Макилрой        | Полузащитник | 1950 – 1962                         | 439       | 116     |
| Северна Ирландия  | Уили Ървайн           | Нападател    | 1962 – 1968                         | 126       | 78      |
| Тринидад и Тобаго | Иън Кокс              | Защитник     | 2000 – 2003                         | 115       | 5       |
| Уелс              | Брайън Флин           | Полузащитник | 1972 – 1977 1982 – 1984             | ? ?       | ? ?     |
| Уелс              | Дани Койн             | Вратар       | 2004 – 2007                         | 40        | 0       |
| Уелс              | Джон Остър            | Полузащитник | 2005                                | 15        | 1       |
| Уелс              | Гарет Тейлър          | Нападател    | 2001 – 2003                         | 95        | 36      |
| Уелс              | Лейтън Джеймс         | Полузащитник | 1970 – 1975 1978 – 1980 1986 – 1989 | 180 76 79 | 45 9 13 |
| Шотландия         | Адам Блеклоу          | Вратар       | 1956 – 1967                         | 318       | 0       |
| Шотландия         | Анди Уочхед           | Нападател    | 1960 – 1968                         | 225       | 101     |
| Шотландия         | Джеймс Макивли        | Защитник     | 2003 – 2004                         | 4         | 0       |
| Шотландия         | Иън Бритън            | Полузащитник | 1986 – 1989                         | 108       | 10      |
| Шотландия         | Томи Хъчисън          | Полузащитник | 1983 – 1985                         | 92        | 4       |
| Шотландия         | Уили Доначи           | Защитник     | 1982 – 1984                         | 60        | 3       |
| Шотландия         | Уили Морган           | Полузащитник | 1960 – 1968 1975 – 1976             | 231 16    | 22 1    |
| Ямайка            | Майка Хайд            | Полузащитник | 2004 – 2007                         | 102       | 1       |
| Ямайка            | Франк Синклеър        | Защитник     | 2004 – 2007                         | 92        | 1       |

## Треньори
| Име           | Години      |
| ------------- | ----------- |
| Артър Сътклиф | 1893 – 1896 |
| Хари Брадшоу  | 1896 – 1899 |
| Ърнест Магнал | 1899 – 1903 |
| Спен Уитакър  | 1903 – 1910 |
| Р. Х. Уодж    | 1910 – 1911 |
| Джон Хауърт   | 1911 – 1925 |
| Албърт Пикълс | 1925 – 1932 |
| Том Бромилоу  | 1932 – 1935 |
| Алф Боланд    | 1935 – 1939 |
| Клиф Бритън   | 1945 – 1948 |

| Име           | Години      |
| ------------- | ----------- |
| Франк Хил     | 1948 – 1954 |
| Алън Браун    | 1954 – 1957 |
| Били Дугъл    | 1957 – 1958 |
| Хари Потс     | 1958 – 1970 |
| Джими Адамсън | 1970 – 1976 |
| Джо Браун     | 1976 – 1977 |
| Хари Потс     | 1977 – 1979 |
| Брайън Милър  | 1979 – 1983 |
| Джон Бонд     | 1983 – 1984 |
| Джон Бенсън   | 1984 – 1985 |

| Име           | Години      |
| ------------- | ----------- |
| Мартин Бючън  | 1985        |
| Томи Кавана   | 1985 – 1986 |
| Браян Милър   | 1986 – 1989 |
| Франк Каспър  | 1989 – 1991 |
| Джими Мулън   | 1991 – 1996 |
| Ейдриън Хийт  | 1996 – 1997 |
| Крис Уодъл    | 1997 – 1998 |
| Стан Тернънт  | 1998 – 2004 |
| Стийв Котърил | 2004 – 2007 |
| Оуен Койл     | 2007 – 2010 |

| Име         | Години |
| ----------- | ------ |
| Брайън Лоус | 2010 – |

## Успехи

### Първенство
Първа дивизия (1888 – 1992)/Висша лига (1992-)
- Шампион – 1920/1921 и 1959/1960

| 1920/1921 | 1920/1921      | 1920/1921 | 1920/1921 | 1920/1921 | 1920/1921 | 1920/1921 | 1920/1921 | 1920/1921 | 1920/1921 | 1920/1921 |
| Място     | Отбор          | М         | П         | Р         | З         | ВГ        | ДГ        | ГК        | Точки     |           |
| --------- | -------------- | --------- | --------- | --------- | --------- | --------- | --------- | --------- | --------- | --------- |
| 1         | Бърнли         | 42        | 23        | 13        | 6         | 79        | 36        | 2.194     | 59        |           |
| 2         | Манчестър Сити | 42        | 24        | 6         | 12        | 70        | 50        | 1.400     | 54        |           |
| 3         | Болтън         | 42        | 19        | 14        | 9         | 77        | 53        | 1.453     | 52        |           |
| ...       |                |           |           |           |           |           |           |           |           |           |

| 1959/1960 | 1959/1960     | 1959/1960 | 1959/1960 | 1959/1960 | 1959/1960 | 1959/1960 | 1959/1960 | 1959/1960 | 1959/1960 | 1959/1960 |
| Място     | Отбор         | М         | П         | Р         | З         | ВГ        | ДГ        | ГК        | Точки     |           |
| --------- | ------------- | --------- | --------- | --------- | --------- | --------- | --------- | --------- | --------- | --------- |
| 1         | Бърнли        | 42        | 24        | 7         | 11        | 85        | 61        | 1.393     | 55        |           |
| 2         | Уулвърхемптън | 42        | 24        | 6         | 12        | 106       | 67        | 1.582     | 54        |           |
| 3         | Тотнъм        | 42        | 21        | 11        | 10        | 86        | 50        | 1.720     | 53        |           |
| ...       |               |           |           |           |           |           |           |           |           |           |

М – мачове, П – победи, Р – равенства, З – загуби, ВГ – вкарани голове, ДГ – допуснати голове, ГК – голов коефициент (ВГ:ДГ, използван в Англия до сезон 1976/1977), ГР – голова разлика
- Вицешампион – 1919/1920 и 1961/1962

| 1919/1920 | 1919/1920   | 1919/1920 | 1919/1920 | 1919/1920 | 1919/1920 | 1919/1920 | 1919/1920 | 1919/1920 | 1919/1920 | 1919/1920 |
| Място     | Отбор       | М         | П         | Р         | З         | ВГ        | ДГ        | ГК        | Точки     |           |
| --------- | ----------- | --------- | --------- | --------- | --------- | --------- | --------- | --------- | --------- | --------- |
| 1         | Уест Бромич | 42        | 28        | 4         | 10        | 104       | 47        | 2.213     | 60        |           |
| 2         | Бърнли      | 42        | 21        | 9         | 12        | 65        | 59        | 1.102     | 51        |           |
| 3         | Челси       | 42        | 22        | 5         | 15        | 56        | 51        | 1.098     | 49        |           |
| ...       |             |           |           |           |           |           |           |           |           |           |

| 1961/1962 | 1961/1962 | 1961/1962 | 1961/1962 | 1961/1962 | 1961/1962 | 1961/1962 | 1961/1962 | 1961/1962 | 1961/1962 | 1961/1962 |
| Място     | Отбор     | М         | П         | Р         | З         | ВГ        | ДГ        | ГК        | Точки     |           |
| --------- | --------- | --------- | --------- | --------- | --------- | --------- | --------- | --------- | --------- | --------- |
| 1         | Ипсуич    | 42        | 24        | 8         | 10        | 93        | 67        | 1.388     | 56        |           |
| 2         | Бърнли    | 42        | 21        | 11        | 10        | 101       | 67        | 1.507     | 53        |           |
| 3         | Тотнъм    | 42        | 21        | 10        | 11        | 88        | 69        | 1.275     | 52        |           |
| ...       |           |           |           |           |           |           |           |           |           |           |

Втора дивизия (1892 – 1992)/Първа дивизия (1992 – 2004)/Чемпиъншип (2004-)
- Шампион – 1897/1898 и 1972/1973

| 1897/1898 | 1897/1898      | 1897/1898 | 1897/1898 | 1897/1898 | 1897/1898 | 1897/1898 | 1897/1898 | 1897/1898 | 1897/1898 | 1897/1898 |
| Място     | Отбор          | М         | П         | Р         | З         | ВГ        | ДГ        | ГК        | Точки     |           |
| --------- | -------------- | --------- | --------- | --------- | --------- | --------- | --------- | --------- | --------- | --------- |
| 1         | Бърнли         | 30        | 20        | 8         | 2         | 80        | 24        | 3.333     | 48        |           |
| 2         | Нюкасъл        | 30        | 21        | 3         | 6         | 64        | 32        | 2.000     | 45        |           |
| 3         | Манчестър Сити | 30        | 15        | 9         | 6         | 66        | 36        | 1.833     | 39        |           |
| ...       |                |           |           |           |           |           |           |           |           |           |

| 1972/1973 | 1972/1973            | 1972/1973 | 1972/1973 | 1972/1973 | 1972/1973 | 1972/1973 | 1972/1973 | 1972/1973 | 1972/1973 | 1972/1973 |
| Място     | Отбор                | М         | П         | Р         | З         | ВГ        | ДГ        | ГК        | Точки     |           |
| --------- | -------------------- | --------- | --------- | --------- | --------- | --------- | --------- | --------- | --------- | --------- |
| 1         | Бърнли               | 42        | 24        | 14        | 4         | 72        | 35        | 2.057     | 62        |           |
| 2         | Куинс Парк Рейнджърс | 42        | 24        | 13        | 5         | 81        | 37        | 2.189     | 61        |           |
| 3         | Астън Вила           | 42        | 18        | 14        | 10        | 51        | 47        | 1.085     | 50        |           |
| ...       |                      |           |           |           |           |           |           |           |           |           |

- Вицешампион – 1912/1913 и 1946/1947

| 1912/1913 | 1912/1913        | 1912/1913 | 1912/1913 | 1912/1913 | 1912/1913 | 1912/1913 | 1912/1913 | 1912/1913 | 1912/1913 | 1912/1913 |
| Място     | Отбор            | М         | П         | Р         | З         | ВГ        | ДГ        | ГК        | Точки     |           |
| --------- | ---------------- | --------- | --------- | --------- | --------- | --------- | --------- | --------- | --------- | --------- |
| 1         | Престън Норт Енд | 38        | 19        | 15        | 4         | 56        | 33        | 1.697     | 53        |           |
| 2         | Бърнли           | 38        | 21        | 8         | 9         | 88        | 53        | 1.660     | 50        |           |
| 3         | Бирмингам        | 38        | 18        | 10        | 10        | 59        | 44        | 1.341     | 46        |           |
| ...       |                  |           |           |           |           |           |           |           |           |           |

| 1946/1947 | 1946/1947      | 1946/1947 | 1946/1947 | 1946/1947 | 1946/1947 | 1946/1947 | 1946/1947 | 1946/1947 | 1946/1947 | 1946/1947 |
| Място     | Отбор          | М         | П         | Р         | З         | ВГ        | ДГ        | ГК        | Точки     |           |
| --------- | -------------- | --------- | --------- | --------- | --------- | --------- | --------- | --------- | --------- | --------- |
| 1         | Манчестър Сити | 42        | 26        | 10        | 6         | 78        | 35        | 2.229     | 62        |           |
| 2         | Бърнли         | 42        | 22        | 14        | 6         | 65        | 29        | 2.241     | 58        |           |
| 3         | Бирмингам      | 42        | 25        | 5         | 12        | 74        | 33        | 2.242     | 55        |           |
| ...       |                |           |           |           |           |           |           |           |           |           |

Трета дивизия (1920 – 1992)/Втора дивизия (1992 – 2004)/Първа лига (2004-)
- Шампион – 1981/1982

| 1897/1898 | 1897/1898       | 1897/1898 | 1897/1898 | 1897/1898 | 1897/1898 | 1897/1898 | 1897/1898 | 1897/1898 | 1897/1898 | 1897/1898 |
| Място     | Отбор           | М         | П         | Р         | З         | ВГ        | ДГ        | ГР        | Точки     |           |
| --------- | --------------- | --------- | --------- | --------- | --------- | --------- | --------- | --------- | --------- | --------- |
| 1         | Бърнли          | 46        | 21        | 17        | 8         | 66        | 45        | +21       | 80        |           |
| 2         | Карлайл Юнайтед | 46        | 23        | 11        | 12        | 65        | 50        | +15       | 80        |           |
| 3         | Фулъм           | 46        | 21        | 15        | 10        | 77        | 51        | +26       | 78        |           |
| ...       |                 |           |           |           |           |           |           |           |           |           |

- Вицешампион – 1999/2000

Четвърта дивизия (1958 – 1992)/Трета дивизия (1992 – 2004)/Втора лига (2004-)
- Шампион – 1991/1992

| 1897/1898 | 1897/1898       | 1897/1898 | 1897/1898 | 1897/1898 | 1897/1898 | 1897/1898 | 1897/1898 | 1897/1898 | 1897/1898 | 1897/1898 |
| Място     | Отбор           | М         | П         | Р         | З         | ВГ        | ДГ        | ГР        | Точки     |           |
| --------- | --------------- | --------- | --------- | --------- | --------- | --------- | --------- | --------- | --------- | --------- |
| 1         | Бърнли          | 42        | 25        | 8         | 9         | 79        | 42        | +37       | 83        |           |
| 2         | Родъръм Юнайтед | 42        | 22        | 11        | 9         | 70        | 37        | +33       | 77        |           |
| 3         | Мансфийлд Таун  | 46        | 23        | 8         | 11        | 75        | 53        | +22       | 77        |           |
| ...       |                 |           |           |           |           |           |           |           |           |           |

### Купи
ФА Къп
- Носител – 1914

1914: Бърнли – ФК Ливърпул 1:0
- Финалист – 1947 и 1962

1947: Чарлтън – Бърнли 1:0 (след продължения)
1962: Тотнъм – Бърнли 3:1
Комюнити Шийлд
- Носител – 1960 и 1973

1960: Бърнли – Уулвърхемптън 2:2 (купата е „поделена“)
1973: Бърнли – Манчестър сити 1:0
Трофей на Футболната лига
- Финалист – 1988

1988: Уулвърхемптън – Бърнли 2:0
Англо-шотландска Купа
- Носител – 1978/1979

1978/1979: Бърнли – Олдъм Атлетик 4:1

## Клубни рекорди
- Най-голяма победа за първенство: 9:0 срещу Даруен, Първа дивизия, 9 януари 1892 г.
- Най-голяма загуба за първенство: 0:10 срещу Астън Вила, Първа дивизия, 29 август 1925 г.
- Най-голяма победа за купата: 9:0 срещу Пенрит, ФА Къп първи кръг, 17 ноември 1984 г.
- Най-голяма загуба за купата: 0:11 срещу Даруен, ФА Къп първи кръг, 17 октомври 1885 г.
- Най-много зрители на домакински мач: 54 775 срещу Хъдърсфийлд Таун, ФА Къп трети кръг, 23 февруари 1924 г.
- Най-много мачове за първенство: 522 – Джери Досън
- Най-много голове за първенство: 178 – Джордж Бийл
- Най-много голове за първенство за един сезон: 35 – Джордж Бийл, Първа дивизия 1927/1928
- Най-много участия за национален отбор: 51 Джими Макилрой, Северна Ирландия
- Рекордна покупка: 1 000 000 паунда за Иън Мур, Стокпорт Каунти, 20 ноември 2000 г.
- Рекордна продажба: 1 625 000 паунда за Аде Акинбай, Шефилд Юнайтед, 26 януари 2006 г.